# KRC Genk in het seizoen 2019/20
Deze pagina beschrijft de prestaties van voetbalclub KRC Genk in het seizoen 2019/20.

## Spelerskern
| Nr.           | Naam                | Nationaliteit | Geboortedatum | Vorige club           |
| ------------- | ------------------- | ------------- | ------------- | --------------------- |
| Keepers       |                     |               |               |                       |
| 1             | Danny Vukovic       | Australië     | 27-03-1985    | Sydney FC             |
| 26            | Maarten Vandevoordt | België        | 26-02-2002    | /                     |
| 28            | Gaëtan Coucke       | België        | 03-11-1998    | Lommel SK             |
| 30            | Thomas Didillon     | Frankrijk     | 28-11-1995    | Anderlecht            |
| Verdedigers   |                     |               |               |                       |
| 2             | Casper De Norre     | België        | 07-02-1997    | STVV                  |
| 3             | Bojan Nastić        | Servië        | 06-07-1994    | FK Vojvodina          |
| 5             | Neto Borges         | Brazilië      | 13-09-1996    | Hammarby IF           |
| 6             | Sébastien Dewaest   | België        | 27-05-1991    | Sporting Charleroi    |
| 21            | Jere Uronen         | Finland       | 13-07-1994    | Helsingborgs IF       |
| 24            | Amine Khammas       | België        | 06-04-1999    | FC Den Bosch          |
| 31            | Joakim Mæhle        | Denemarken    | 20-05-1997    | Aalborg BK            |
| 33            | Jhon Lucumí         | Colombia      | 26-06-1998    | Deportivo Cali        |
| 35            | Shawn Adewoye       | België        | 29-06-2000    | /                     |
| 46            | Carlos Cuesta       | Colombia      | 09-03-1999    | Atlético Nacional     |
| 54            | Vladimir Screciu    | Roemenië      | 13-01-2000    | Universitatea Craiova |
| Middenvelders |                     |               |               |                       |
| 4             | Dries Wouters       | België        | 28-01-1997    | /                     |
| 8             | Bryan Heynen        | België        | 06-02-1997    | /                     |
| 17            | Patrik Hrošovský    | Slowakije     | 22-04-1992    | Viktoria Pilsen       |
| 20            | Mats Møller Dæhli   | Noorwegen     | 02-03-1995    | FC St. Pauli          |
| 38            | Eboue Kouassi       | Ivoorkust     | 13-12-1997    | Celtic FC             |
| 42            | Kristian Thorstvedt | Noorwegen     | 13-03-1999    | Viking FK             |
|               | Ivan Fiolić         | Kroatië       | 29-04-1996    | Dinamo Zagreb         |
| Aanvallers    |                     |               |               |                       |
| 7             | Junya Ito           | Japan         | 09-03-1993    | Kashiwa Reysol        |
| 11            | Joseph Paintsil     | Ghana         | 01-02-1998    | Ferencváros           |
| 14            | Benjamin Nygren     | Zweden        | 08-07-2001    | IFK Göteborg          |
| 15            | Stephen Odey        | Nigeria       | 15-01-1998    | FC Zürich             |
| 18            | Paul Onuachu        | Nigeria       | 28-05-1994    | FC Midtjylland        |
| 27            | Theo Bongonda       | België        | 20-11-1995    | Zulte Waregem         |
| 91            | Adriano Bertaccini  | België        | 13-08-2000    | /                     |

- Aanvoerder

### Technische staf
| Functie         | Naam              | Nationaliteit | Opmerking |
| --------------- | ----------------- | ------------- | --------- |
| Coach           | Hannes Wolf       | Duitsland     |           |
| Assistent-coach | Miguel Moreira    | Portugal      |           |
| Assistent-coach | Domenico Olivieri | België        |           |
| Assistent-coach | Denis Dessaer     | België        |           |
| Keeperstrainer  | Guy Martens       | België        |           |
| Physical coach  | Ruben Peeters     | België        |           |
| Video analist   | Peter Persoons    | België        |           |
| Video analist   | Sandro Salamone   | België        |           |
| Team manager    | Pierre Denier     | België        |           |

## Uitrustingen
Shirtsponsor(s): Beobank / Carglass / Group Bruno / Federale verzekering

Sportmerk: Nike

## Supercup
| Wedstrijddetails                                                                 | Thuisploeg                          | Uitslag           | Uitploeg    | Opstelling | Kaarten |
| -------------------------------------------------------------------------------- | ----------------------------------- | ----------------- | ----------- | --- | ------- |
| Supercup                                                                         |                                     |                   |             | |         |
| 20 juli 2019 20:30 Luminus Arena Genk Ref.: Lawrence Visser Toeschouwers: 14.160 | KRC Genk                            | 3 – 0             | KV Mechelen | Vuković De Norre, Cuesta, Dewaest , Uronen Heynen, Berge, Piotrowski (63' Nygren) Ito (76' Ndongala), Samatta (71' Vanzeir), Benson |         |
| 20 juli 2019 20:30 Luminus Arena Genk Ref.: Lawrence Visser Toeschouwers: 14.160 | Dewaest 14' Dewaest 60' Vanzeir 83' | 1 – 0 2 – 0 3 – 0 |             | Vuković De Norre, Cuesta, Dewaest , Uronen Heynen, Berge, Piotrowski (63' Nygren) Ito (76' Ndongala), Samatta (71' Vanzeir), Benson |         |

## Jupiler Pro League

### Reguliere competitie

#### Wedstrijden
| Wedstrijddetails                                                                                            | Thuisploeg                                              | Uitslag                             | Uitploeg                                                 | Opstelling | Kaarten                                           |
| --- | ------------------------------------------------------- | ----------------------------------- | -------------------------------------------------------- | --- | ------------------------------------------------- |
| Heenronde                                                                                                   |                                                         |                                     |                                                          | |                                                   |
| 26 juli 2019 20:30 Luminus Arena Genk Ref.: Erik Lambrechts Toeschouwers: 19.318                            | KRC Genk                                                | 2 – 1                               | KV Kortrijk                                              | Vuković Mæhle, Cuesta, Dewaest , Uronen Heynen, Berge, Nygren (74' Hagi) Ito (90' Piotrowski), Samatta, Benson (63' Paintsil)                    |                                                   |
| 26 juli 2019 20:30 Luminus Arena Genk Ref.: Erik Lambrechts Toeschouwers: 19.318                            | Nygren 50' Hagi 76'                                     | 0 – 1 1 – 1 2 – 1                   | 13' De Sart                                              | Vuković Mæhle, Cuesta, Dewaest , Uronen Heynen, Berge, Nygren (74' Hagi) Ito (90' Piotrowski), Samatta, Benson (63' Paintsil)                    |                                                   |
| 3 augustus 2019 20:30 AFAS-stadion Achter de Kazerne Mechelen Ref.: Bram Van Driessche Toeschouwers: 15.072 | KV Mechelen                                             | 3 – 1                               | KRC Genk                                                 | Coucke Mæhle, Cuesta, Dewaest , Uronen Heynen, Berge, Nygren (46' Hagi) Ito (72' Benson), Samatta, Paintsil (83' Odey)                           |                                                   |
| 3 augustus 2019 20:30 AFAS-stadion Achter de Kazerne Mechelen Ref.: Bram Van Driessche Toeschouwers: 15.072 | Togui 18' Engvall 77' De Camargo 80'                    | 1 – 0 1 – 1 2 – 1 3 – 1             | 45+4' Samatta                                            | Coucke Mæhle, Cuesta, Dewaest , Uronen Heynen, Berge, Nygren (46' Hagi) Ito (72' Benson), Samatta, Paintsil (83' Odey)                           |                                                   |
| 10 augustus 2019 20:30 Luminus Arena Genk Ref.: Lothar D'hondt Toeschouwers: 19.711                         | KRC Genk                                                | 0 – 2                               | Zulte Waregem                                            | Coucke Mæhle, Dewaest , Lucumí, Uronen Heynen, Berge (88' Piotrowski), Hagi (68' Odey) Ito, Samatta, Paintsil (80' Benson)                       | 90+3' Heynen                                      |
| 10 augustus 2019 20:30 Luminus Arena Genk Ref.: Lothar D'hondt Toeschouwers: 19.711                         |                                                         | 0 – 1 0 – 2                         | 6' H. Bjørdal 78' Berahino                               | Coucke Mæhle, Dewaest , Lucumí, Uronen Heynen, Berge (88' Piotrowski), Hagi (68' Odey) Ito, Samatta, Paintsil (80' Benson)                       | 90+3' Heynen                                      |
| 17 augustus 2019 20:30 Freethielstadion Beveren Ref.: Kevin Van Damme Toeschouwers: 3.421                   | Waasland-Beveren                                        | 0 – 4                               | KRC Genk                                                 | Coucke De Norre (70' Mæhle), Dewaest , Lucumí, Uronen Piotrowski (76' Hagi), Berge, Heynen (87' Wouters) Ito, Samatta, Paintsil                  |                                                   |
| 17 augustus 2019 20:30 Freethielstadion Beveren Ref.: Kevin Van Damme Toeschouwers: 3.421                   |                                                         | 0 – 1 0 – 2 0 – 3 0 – 4             | 21' Paintsil 52' Samatta 66' Samatta 85' Samatta         | Coucke De Norre (70' Mæhle), Dewaest , Lucumí, Uronen Piotrowski (76' Hagi), Berge, Heynen (87' Wouters) Ito, Samatta, Paintsil                  |                                                   |
| 23 augustus 2019 20:30 Luminus Arena Genk Ref.: Lawrence Visser Toeschouwers: 22.245                        | KRC Genk                                                | 1 – 0                               | Anderlecht                                               | Coucke De Norre (79' Mæhle), Dewaest , Lucumí, Uronen Piotrowski (73' Hrošovský), Berge, Heynen Ito, Samatta, Paintsil (89' Ndongala)            |                                                   |
| 23 augustus 2019 20:30 Luminus Arena Genk Ref.: Lawrence Visser Toeschouwers: 22.245                        | Samatta 55'                                             | 1 – 0                               |                                                          | Coucke De Norre (79' Mæhle), Dewaest , Lucumí, Uronen Piotrowski (73' Hrošovský), Berge, Heynen Ito, Samatta, Paintsil (89' Ndongala)            |                                                   |
| 1 september 2019 14:30 Jan Breydelstadion Brugge Ref.: Erik Lambrechts Toeschouwers: 26.769                 | Club Brugge                                             | 1 – 1                               | KRC Genk                                                 | Coucke De Norre, Dewaest , Lucumí, Uronen Piotrowski (46' Hrošovský), Berge, Heynen Ito, Samatta (90+5' Onuachu), Paintsil (61' Ndongala)        | 21' Piotrowski 56' Berge 79' Ndongala 85' Samatta |
| 1 september 2019 14:30 Jan Breydelstadion Brugge Ref.: Erik Lambrechts Toeschouwers: 26.769                 | Deli 41'                                                | 1 – 0 1 – 1                         | 67' Dewaest                                              | Coucke De Norre, Dewaest , Lucumí, Uronen Piotrowski (46' Hrošovský), Berge, Heynen Ito, Samatta (90+5' Onuachu), Paintsil (61' Ndongala)        | 21' Piotrowski 56' Berge 79' Ndongala 85' Samatta |
| 13 september 2019 20:30 Stade du Pays de Charleroi Charleroi Ref.: Nathan Verboomen Toeschouwers: 9.508     | Sporting Charleroi                                      | 2 – 1                               | KRC Genk                                                 | Coucke De Norre (81' Hagi), Cuesta, Dewaest , Uronen Hrošovský, Berge, Heynen (55' Ito) Paintsil (43' Bongonda), Onuachu, Ndongala               | 74' Dewaest                                       |
| 13 september 2019 20:30 Stade du Pays de Charleroi Charleroi Ref.: Nathan Verboomen Toeschouwers: 9.508     | Morioka 26' (pen.) Nicholson 29'                        | 1 – 0 2 – 0 2 – 1                   | 61' Onuachu                                              | Coucke De Norre (81' Hagi), Cuesta, Dewaest , Uronen Hrošovský, Berge, Heynen (55' Ito) Paintsil (43' Bongonda), Onuachu, Ndongala               | 74' Dewaest                                       |
| 21 september 2019 20:30 Luminus Arena Genk Ref.: Bram Van Driessche Toeschouwers: 18.114                    | KRC Genk                                                | 3 – 1                               | KV Oostende                                              | Coucke Mæhle, Cuesta, Lucumí, Uronen Hrošovský, Berge, Hagi (75' Ndongala) Ito, Samatta , Onuachu (70' Heynen)                                   | 7' Hagi 87' Hrošovský                             |
| 21 september 2019 20:30 Luminus Arena Genk Ref.: Bram Van Driessche Toeschouwers: 18.114                    | Vargas 16' (e.d.) Onuachu 44' Berge 90'                 | 1 – 0 1 – 1 2 – 1 3 – 1             | 32' Sylla                                                | Coucke Mæhle, Cuesta, Lucumí, Uronen Hrošovský, Berge, Hagi (75' Ndongala) Ito, Samatta , Onuachu (70' Heynen)                                   | 7' Hagi 87' Hrošovský                             |
| 28 september 2019 20:30 Stayen Sint-Truiden Ref.: Lawrence Visser Toeschouwers: 9.125                       | STVV                                                    | 3 – 3                               | KRC Genk                                                 | Coucke Mæhle, Dewaest , Lucumí, Uronen Hrošovský, Berge, Hagi (69' Heynen) Ito, Samatta, Bongonda (68' Paintsil)                                 | 79' Mæhle                                         |
| 28 september 2019 20:30 Stayen Sint-Truiden Ref.: Lawrence Visser Toeschouwers: 9.125                       | Boli 62' García 80' Boli 87'                            | 0 – 1 0 – 2 0 – 3 1 – 3 2 – 3 3 – 3 | 14' Bongonda 48' (pen.) Hagi 60' (pen.) Hagi             | Coucke Mæhle, Dewaest , Lucumí, Uronen Hrošovský, Berge, Hagi (69' Heynen) Ito, Samatta, Bongonda (68' Paintsil)                                 | 79' Mæhle                                         |
| 6 oktober 2019 20:00 Luminus Arena Genk Ref.: Kevin Van Damme Toeschouwers: 16.800                          | KRC Genk                                                | 2 – 1                               | Excel Moeskroen                                          | Coucke Mæhle, Cuesta, Lucumí, Uronen Hrošovský (72' Heynen), Berge, Hagi (60' Onuachu) Ito, Samatta , Bongonda (90+3' Odey)                      | 90+3' Heynen                                      |
| 6 oktober 2019 20:00 Luminus Arena Genk Ref.: Kevin Van Damme Toeschouwers: 16.800                          | Onuachu 75' Onuachu 90+8'                               | 0 – 1 1 – 1 2 – 1                   | 49' Osabutey                                             | Coucke Mæhle, Cuesta, Lucumí, Uronen Hrošovský (72' Heynen), Berge, Hagi (60' Onuachu) Ito, Samatta , Bongonda (90+3' Odey)                      | 90+3' Heynen                                      |
| 19 oktober 2019 18:00 Maurice Dufrasnestadion Luik Ref.: Nicolas Laforge Toeschouwers: 21.201               | Standard Luik                                           | 1 – 0                               | KRC Genk                                                 | Coucke Mæhle, Dewaest, Lucumí, Uronen Heynen (87' Onuachu), Berge, Hagi (60' Hrošovský) Ito (81' Ndongala), Samatta , Bongonda                   | 63' Dewaest                                       |
| 19 oktober 2019 18:00 Maurice Dufrasnestadion Luik Ref.: Nicolas Laforge Toeschouwers: 21.201               | Bastien 84'                                             | 1 – 0                               |                                                          | Coucke Mæhle, Dewaest, Lucumí, Uronen Heynen (87' Onuachu), Berge, Hagi (60' Hrošovský) Ito (81' Ndongala), Samatta , Bongonda                   | 63' Dewaest                                       |
| 26 oktober 2019 20:30 Luminus Arena Genk Ref.: Bert Put Toeschouwers: 16.745                                | KRC Genk                                                | 1 – 0                               | Cercle Brugge                                            | Coucke Mæhle (53' Berge), Dewaest , Cuesta, De Norre Hrošovský, Wouters, Ndongala (72' Bongonda) Ito, Samatta (80' Hagi), Onuachu                |                                                   |
| 26 oktober 2019 20:30 Luminus Arena Genk Ref.: Bert Put Toeschouwers: 16.745                                | Dewaest 8'                                              | 1 – 0                               |                                                          | Coucke Mæhle (53' Berge), Dewaest , Cuesta, De Norre Hrošovský, Wouters, Ndongala (72' Bongonda) Ito, Samatta (80' Hagi), Onuachu                |                                                   |
| 30 oktober 2019 20:30 Luminus Arena Genk Ref.: Wesley Alen Toeschouwers: 18.974                             | KRC Genk                                                | 2 – 2                               | Antwerp                                                  | Coucke De Norre, Dewaest , Lucumí, Uronen (46' Wouters) Heynen, Berge, Ndongala (83' Odey) Ito (58' Bongonda), Samatta, Onuachu                  |                                                   |
| 30 oktober 2019 20:30 Luminus Arena Genk Ref.: Wesley Alen Toeschouwers: 18.974                             | Samatta 68' Berge 90+6'                                 | 0 – 1 0 – 2 1 – 2 2 – 2             | 8' Lamkel Zé 47' Rodrigues                               | Coucke De Norre, Dewaest , Lucumí, Uronen (46' Wouters) Heynen, Berge, Ndongala (83' Odey) Ito (58' Bongonda), Samatta, Onuachu                  |                                                   |
| 2 november 2019 18:00 Kehrwegstadion Eupen Ref.: Wesli De Cremer Toeschouwers: 3.407                        | KAS Eupen                                               | 2 – 0                               | KRC Genk                                                 | Coucke Mæhle, Cuesta, Lucumí, Wouters Hrošovský, Berge , Ndongala (46' Ito) Bongonda (75' Hagi), Odey (58' Samatta), Onuachu                     | 22' Wouters                                       |
| 2 november 2019 18:00 Kehrwegstadion Eupen Ref.: Wesli De Cremer Toeschouwers: 3.407                        | Bolingi 20' Amat 23'                                    | 1 – 0 2 – 0                         |                                                          | Coucke Mæhle, Cuesta, Lucumí, Wouters Hrošovský, Berge , Ndongala (46' Ito) Bongonda (75' Hagi), Odey (58' Samatta), Onuachu                     | 22' Wouters                                       |
| 10 november 2019 18:00 Luminus Arena Genk Ref.: Erik Lambrechts Toeschouwers: 19.962                        | KRC Genk                                                | 0 – 2                               | AA Gent                                                  | Coucke Mæhle, Cuesta (54' Bongonda), Dewaest , Lucumí, De Norre Berge, Heynen, Hrošovský (63' Ito) Onuachu (77' Ndongala), Samatta               | 52' Cuesta 66' Heynen 71' Dewaest                 |
| 10 november 2019 18:00 Luminus Arena Genk Ref.: Erik Lambrechts Toeschouwers: 19.962                        |                                                         | 0 – 1 0 – 2                         | 2' Depoitre 47' David                                    | Coucke Mæhle, Cuesta (54' Bongonda), Dewaest , Lucumí, De Norre Berge, Heynen, Hrošovský (63' Ito) Onuachu (77' Ndongala), Samatta               | 52' Cuesta 66' Heynen 71' Dewaest                 |
| Terugronde                                                                                                  |                                                         |                                     |                                                          | |                                                   |
| 23 november 2019 20:30 Le Canonnier Moeskroen Ref.: Wim Smet Toeschouwers: 3.204                            | Excel Moeskroen                                         | 2 – 2                               | KRC Genk                                                 | Coucke Mæhle, Dewaest , Cuesta, De Norre Heynen (45+4' Onuachu), Hrošovský, Berge Ito, Samatta (72' Odey), Paintsil (80' Bongonda)               |                                                   |
| 23 november 2019 20:30 Le Canonnier Moeskroen Ref.: Wim Smet Toeschouwers: 3.204                            | Perica 2' Antonov 65'                                   | 1 – 0 1 – 1 1 – 2 2 – 2             | 20' Dewaest 54' Onuachu                                  | Coucke Mæhle, Dewaest , Cuesta, De Norre Heynen (45+4' Onuachu), Hrošovský, Berge Ito, Samatta (72' Odey), Paintsil (80' Bongonda)               |                                                   |
| 30 november 2019 20:30 Luminus Arena Genk Ref.: Bram Van Driessche Toeschouwers: 18.254                     | KRC Genk                                                | 1 – 2                               | STVV                                                     | Coucke Mæhle, Cuesta, Lucumí, De Norre (81' Ndongala) Piotrowski (61' Onuachu), Berge, Hagi Ito, Samatta , Bongonda (61' Paintsil)               | 76' Ito                                           |
| 30 november 2019 20:30 Luminus Arena Genk Ref.: Bram Van Driessche Toeschouwers: 18.254                     | Samatta 9'                                              | 1 – 0 1 – 1 1 – 2                   | 17' Boli 40' Suzuki                                      | Coucke Mæhle, Cuesta, Lucumí, De Norre (81' Ndongala) Piotrowski (61' Onuachu), Berge, Hagi Ito, Samatta , Bongonda (61' Paintsil)               | 76' Ito                                           |
| 7 december 2019 20:00 Jan Breydelstadion Brugge Ref.: Nathan Verboomen Toeschouwers: 4.224                  | Cercle Brugge                                           | 1 – 2                               | KRC Genk                                                 | Vandevoordt Mæhle, Dewaest , Lucumí, Borges (71' De Norre) Cuesta, Berge, Ndongala (67' Paintsil) Ito, Samatta, Onuachu (61' Bongonda)           | 45+7' Borges 57' Mæhle 84' Berge                  |
| 7 december 2019 20:00 Jan Breydelstadion Brugge Ref.: Nathan Verboomen Toeschouwers: 4.224                  | Somers 65'                                              | 0 – 1 1 – 1 1 – 2                   | 34' Ito 70' Berge                                        | Vandevoordt Mæhle, Dewaest , Lucumí, Borges (71' De Norre) Cuesta, Berge, Ndongala (67' Paintsil) Ito, Samatta, Onuachu (61' Bongonda)           | 45+7' Borges 57' Mæhle 84' Berge                  |
| 14 december 2019 20:30 Luminus Arena Genk Ref.: Erik Lambrechts Toeschouwers: 15.103                        | KRC Genk                                                | 4 – 1                               | Waasland-Beveren                                         | Vandevoordt Mæhle, Dewaest , Lucumí, Borges Berge, Bongonda (77' Samatta), Hrošovský Ito, Onuachu (84' Wouters), Paintsil (69' Hagi)             | 87' Lucumí                                        |
| 14 december 2019 20:30 Luminus Arena Genk Ref.: Erik Lambrechts Toeschouwers: 15.103                        | Bongonda 10' Onuachu 26' Lucumí 35' Berge 69'           | 1 – 0 2 – 0 3 – 0 4 – 0 4 – 1       | 88' Vukotić                                              | Vandevoordt Mæhle, Dewaest , Lucumí, Borges Berge, Bongonda (77' Samatta), Hrošovský Ito, Onuachu (84' Wouters), Paintsil (69' Hagi)             | 87' Lucumí                                        |
| 22 december 2019 20:00 Lotto Park Anderlecht Ref.: Nicolas Laforge Toeschouwers: 19.984                     | Anderlecht                                              | 2 – 0                               | KRC Genk                                                 | Vandevoordt Mæhle, Dewaest , Lucumí, Borges (82' Odey) Berge, Bongonda (62' Hagi), Hrošovský Ito, Onuachu (63' Samatta), Paintsil                |                                                   |
| 22 december 2019 20:00 Lotto Park Anderlecht Ref.: Nicolas Laforge Toeschouwers: 19.984                     | Vlap 54' Vlap 61'                                       | 1 – 0 2 – 0                         |                                                          | Vandevoordt Mæhle, Dewaest , Lucumí, Borges (82' Odey) Berge, Bongonda (62' Hagi), Hrošovský Ito, Onuachu (63' Samatta), Paintsil                |                                                   |
| 26 december 2019 14:30 Luminus Arena Genk Ref.: Lothar D'hondt Toeschouwers: 17.104                         | KRC Genk                                                | 2 – 1                               | KAS Eupen                                                | Vandevoordt Mæhle, Dewaest , Cuesta, De Norre (73' Borges) Ito, Berge, Hrošovský, Paintsil (64' Bongonda) Samatta (85' Wouters), Onuachu         | 38' Dewaest                                       |
| 26 december 2019 14:30 Luminus Arena Genk Ref.: Lothar D'hondt Toeschouwers: 17.104                         | Ito 12' Onuachu 60'                                     | 1 – 0 2 – 0 2 – 1                   | 63' Lazare                                               | Vandevoordt Mæhle, Dewaest , Cuesta, De Norre (73' Borges) Ito, Berge, Hrošovský, Paintsil (64' Bongonda) Samatta (85' Wouters), Onuachu         | 38' Dewaest                                       |
| 19 januari 2020 20:00 Regenboogstadion Waregem Ref.: Alexandre Boucaut Toeschouwers: 6.506                  | Zulte Waregem                                           | 0 – 3                               | KRC Genk                                                 | Coucke Mæhle, Dewaest , Cuesta, Uronen (82' Limbombe) Berge (61' Lucumí), Thorstvedt (72' Paintsil), Wouters Ito, Onuachu, Bongonda              | 50' Mæhle 69' Bongonda                            |
| 19 januari 2020 20:00 Regenboogstadion Waregem Ref.: Alexandre Boucaut Toeschouwers: 6.506                  |                                                         | 0 – 1 0 – 2 0 – 3                   | 23' Thorstvedt 55' Ito 63' Bongonda                      | Coucke Mæhle, Dewaest , Cuesta, Uronen (82' Limbombe) Berge (61' Lucumí), Thorstvedt (72' Paintsil), Wouters Ito, Onuachu, Bongonda              | 50' Mæhle 69' Bongonda                            |
| 25 januari 2020 20:30 Ghelamco Arena Gent Ref.: Erik Lambrechts Toeschouwers: 17.066                        | AA Gent                                                 | 4 – 1                               | KRC Genk                                                 | Coucke Mæhle, Dewaest , Cuesta, Uronen (85' Paintsil) Berge, Thorstvedt (62' Møller Dæhli), Wouters (46' Hrošovský) Ito, Onuachu, Bongonda       | 23' Bongonda                                      |
| 25 januari 2020 20:30 Ghelamco Arena Gent Ref.: Erik Lambrechts Toeschouwers: 17.066                        | Mohammadi 45' Bezoes 52' Odjidja-Ofoe 88' Niangbo 90+4' | 0 – 1 1 – 1 1 – 2 1 – 3 1 – 4       | 16' Bongonda                                             | Coucke Mæhle, Dewaest , Cuesta, Uronen (85' Paintsil) Berge, Thorstvedt (62' Møller Dæhli), Wouters (46' Hrošovský) Ito, Onuachu, Bongonda       | 23' Bongonda                                      |
| 1 februari 2020 18:00 Luminus Arena Genk Ref.: Jonathan Lardot Toeschouwers: 14.650                         | KRC Genk                                                | 1 – 0                               | Sporting Charleroi                                       | Didillon Mæhle, Dewaest , Lucumí, Uronen (90' De Norre) Cuesta (84' Kouassi), Hrošovský (73' Thorstvedt), Wouters Ito, Onuachu, Bongonda         | 60' Mæhle 80' Onuachu                             |
| 1 februari 2020 18:00 Luminus Arena Genk Ref.: Jonathan Lardot Toeschouwers: 14.650                         | Hrošovský 39'                                           | 1 – 0                               |                                                          | Didillon Mæhle, Dewaest , Lucumí, Uronen (90' De Norre) Cuesta (84' Kouassi), Hrošovský (73' Thorstvedt), Wouters Ito, Onuachu, Bongonda         | 60' Mæhle 80' Onuachu                             |
| 13 februari 2020(1) 20:30 Bosuilstadion Antwerpen Ref.: Jan Boterberg Toeschouwers: 11.480                  | Antwerp                                                 | 1 – 1                               | KRC Genk                                                 | Didillon Mæhle, Dewaest , Lucumí, Uronen Cuesta, Hrošovský, Wouters Ito (90+2' Limbombe), Onuachu (90+1' Odey), Bongonda (89' Thorstvedt)        | 86' Wouters 88' Lucumí                            |
| 13 februari 2020(1) 20:30 Bosuilstadion Antwerpen Ref.: Jan Boterberg Toeschouwers: 11.480                  | Mæhle 39' (e.d.)                                        | 0 – 1 1 – 1                         | 11' Onuachu                                              | Didillon Mæhle, Dewaest , Lucumí, Uronen Cuesta, Hrošovský, Wouters Ito (90+2' Limbombe), Onuachu (90+1' Odey), Bongonda (89' Thorstvedt)        | 86' Wouters 88' Lucumí                            |
| 16 februari 2020 18:00 Luminus Arena Genk Ref.: Nicolas Laforge Toeschouwers: 20.108                        | KRC Genk                                                | 1 – 3                               | Standard Luik                                            | Didillon Cuesta (46' Thorstvedt), Dewaest , Lucumí Mæhle, Hrošovský, Wouters (72' Odey), Uronen Bongonda, Onuachu, Ito (46' Limbombe)            | 63' Wouters 69' Dewaest                           |
| 16 februari 2020 18:00 Luminus Arena Genk Ref.: Nicolas Laforge Toeschouwers: 20.108                        | Dewaest 84'                                             | 0 – 1 0 – 2 1 – 2 1 – 3             | 31' Vanheusden 42' Čop 90+2' Boljević                    | Didillon Cuesta (46' Thorstvedt), Dewaest , Lucumí Mæhle, Hrošovský, Wouters (72' Odey), Uronen Bongonda, Onuachu, Ito (46' Limbombe)            | 63' Wouters 69' Dewaest                           |
| 21 februari 2020 20:30 Guldensporenstadion Kortrijk Ref.: Wesley Alen Toeschouwers: 5.762                   | KV Kortrijk                                             | 0 – 1                               | KRC Genk                                                 | Didillon Mæhle , Cuesta, Lucumí, Wouters Hrošovský, Thorstvedt, Kouassi (59' Odey) Ito, Onuachu (86' De Norre), Bongonda (79' Paintsil)          | 19' Kouassi 76' Mæhle 80' Wouters 90+2' Odey      |
| 21 februari 2020 20:30 Guldensporenstadion Kortrijk Ref.: Wesley Alen Toeschouwers: 5.762                   |                                                         | 0 – 1                               | 58' Wouters                                              | Didillon Mæhle , Cuesta, Lucumí, Wouters Hrošovský, Thorstvedt, Kouassi (59' Odey) Ito, Onuachu (86' De Norre), Bongonda (79' Paintsil)          | 19' Kouassi 76' Mæhle 80' Wouters 90+2' Odey      |
| 1 maart 2020 14:30 Luminus Arena Genk Ref.: Erik Lambrechts Toeschouwers: 21.897                            | KRC Genk                                                | 1 – 2                               | Club Brugge                                              | Didillon Cuesta, Dewaest , Lucumí, Wouters (90+3' Paintsil) Hrošovský, Kouassi, Thorstvedt Ito, Møller Dæhli (58' Odey), Bongonda (80' Limbombe) | 62' Wouters 72' Kouassi                           |
| 1 maart 2020 14:30 Luminus Arena Genk Ref.: Erik Lambrechts Toeschouwers: 21.897                            | Ito 9'                                                  | 0 – 1 1 – 1 1 – 2                   | 3' De Ketelaere 89' Rits                                 | Didillon Cuesta, Dewaest , Lucumí, Wouters (90+3' Paintsil) Hrošovský, Kouassi, Thorstvedt Ito, Møller Dæhli (58' Odey), Bongonda (80' Limbombe) | 62' Wouters 72' Kouassi                           |
| 7 maart 2020 20:00 Versluys Arena Oostende Ref.: Jonathan Lardot Toeschouwers: 5.532                        | KV Oostende                                             | 2 – 4                               | KRC Genk                                                 | Didillon Mæhle, Dewaest (32' Borges), Lucumí, Cuesta Ito, Kouassi, Thorstvedt (64' Hrošovský) Møller Dæhli (74' Limbombe), Onuachu, Bongonda     | 45+4' Bongonda                                    |
| 7 maart 2020 20:00 Versluys Arena Oostende Ref.: Jonathan Lardot Toeschouwers: 5.532                        | Sakala 43' Marquet 76'                                  | 1 – 0 1 – 1 1 – 2 1 – 3 1 – 4 2 – 4 | 48' (pen.) Onuachu 59' Bongonda 66' Ito 70' Møller Dæhli | Didillon Mæhle, Dewaest (32' Borges), Lucumí, Cuesta Ito, Kouassi, Thorstvedt (64' Hrošovský) Møller Dæhli (74' Limbombe), Onuachu, Bongonda     | 45+4' Bongonda                                    |
| 2020(2) 18:00 Luminus Arena Genk Ref.: Alexandre Boucaut Toeschouwers:                                      | KRC Genk                                                | Afgel                               | KV Mechelen                                              | |                                                   |
| 2020(2) 18:00 Luminus Arena Genk Ref.: Alexandre Boucaut Toeschouwers:                                      |                                                         |                                     |                                                          | |                                                   |

(1): Deze wedstrijd stond oorspronkelijk gepland op 9 februari, maar werd uitgesteld omwille van Storm Ciara.

(2): Deze wedstrijd stond oorspronkelijk gepland op 15 maart, maar werd uitgesteld omwille van de uitbraak van het Coronavirus in België. Op 15 mei werd beslist dat het seizoen definitief wordt stopgezet.

#### Overzicht
| Speeldag  | 1 | 2 | 3  | 4 | 5 | 6  | 7  | 8  | 9  | 10 | 11 | 12 | 13 | 14 | 15 | 16 | 17 | 18 | 19 | 20 | 21 | 22 | 23 | 24 | 25 | 26 | 27 | 28 | 29 |
| --------- | - | - | -- | - | - | -- | -- | -- | -- | -- | -- | -- | -- | -- | -- | -- | -- | -- | -- | -- | -- | -- | -- | -- | -- | -- | -- | -- | -- |
| Resultaat | w | v | v  | w | w | g  | v  | w  | g  | w  | v  | w  | g  | v  | v  | g  | v  | w  | w  | v  | w  | w  | v  | w  | g  | v  | w  | v  | w  |
| Punten    | 3 | 3 | 3  | 6 | 9 | 10 | 10 | 13 | 14 | 17 | 17 | 20 | 21 | 21 | 21 | 22 | 22 | 25 | 28 | 28 | 31 | 34 | 34 | 37 | 38 | 38 | 41 | 41 | 44 |
| Positie   | 6 | 8 | 10 | 8 |   | 6  | 9  | 7  | 6  | 5  | 6  | 7  | 7  | 8  | 9  | 8  | 8  | 8  | 7  | 8  | 8  | 6  | 6  | 6  | 6  | 6  | 6  | 7  | 7  |

#### Klassement
| Pos | Team               | Wed | W  | G  | V  | Ptn | DV | DT | +/− |                                       |
| --- | ------------------ | --- | -- | -- | -- | --- | -- | -- | --- | ------------------------------------- |
| 1   | Club Brugge        | 29  | 21 | 7  | 1  | 70  | 58 | 14 | +44 | Kampioen, Groepsfase Champions League |
| 2   | KAA Gent           | 29  | 16 | 7  | 6  | 55  | 59 | 34 | +25 | Voorrondes Champions League           |
| 3   | Sporting Charleroi | 29  | 15 | 9  | 5  | 54  | 49 | 23 | +26 | Voorrondes Europa League              |
| 4   | Antwerp FC         | 29  | 15 | 8  | 6  | 53  | 49 | 32 | +17 | Groepsfase Europa League              |
| 5   | Standard Luik      | 29  | 14 | 7  | 8  | 49  | 47 | 32 | +15 | Voorrondes Europa League              |
| 6   | KV Mechelen        | 29  | 13 | 5  | 11 | 44  | 46 | 43 | +3  |                                       |
| 7   | KRC Genk           | 29  | 13 | 5  | 11 | 44  | 45 | 42 | +3  |                                       |
| 8   | RSC Anderlecht     | 29  | 11 | 10 | 8  | 43  | 45 | 29 | +16 |                                       |
| 9   | SV Zulte Waregem   | 29  | 10 | 6  | 13 | 36  | 41 | 49 | −8  |                                       |
| 10  | Excel Moeskroen    | 29  | 9  | 9  | 11 | 36  | 38 | 40 | −2  |                                       |
| 11  | KV Kortrijk        | 29  | 9  | 6  | 14 | 33  | 40 | 44 | −4  |                                       |
| 12  | STVV               | 29  | 9  | 6  | 14 | 33  | 33 | 50 | −17 |                                       |
| 13  | KAS Eupen          | 29  | 8  | 6  | 15 | 30  | 28 | 51 | −23 |                                       |
| 14  | Cercle Brugge      | 29  | 7  | 2  | 20 | 23  | 27 | 54 | −27 |                                       |
| 15  | KV Oostende        | 29  | 6  | 4  | 19 | 22  | 29 | 58 | −29 |                                       |
| 16  | Waasland-Beveren   | 29  | 5  | 5  | 19 | 20  | 21 | 60 | −39 |                                       |

## Beker van België
| Beker van België                                                                        |                                                                            |                                                                                     |                                                                       | |                                                |
| Wedstrijddetails                                                                        | Thuisploeg                                                                 | Uitslag                                                                             | Uitploeg                                                              | Opstelling | Kaarten                                        |
| 1/16e finale                                                                            |                                                                            |                                                                                     |                                                                       | |                                                |
| 24 september 2019 20:30 Orphale Cruckestadion Ronse Ref.: Jan Boterberg Toeschouwers:   | KSK Ronse (2Am)                                                            | 0 – 3                                                                               | KRC Genk                                                              | Vandevoordt Mæhle, Cuesta (81' Piotrowski), Dewaest , De Norre Heynen, Wouters, Nygren (59' Ito) Ndongala (72' Paintsil), Onuachu, Odey                 |                                                |
| 24 september 2019 20:30 Orphale Cruckestadion Ronse Ref.: Jan Boterberg Toeschouwers:   |                                                                            | 0 – 1 0 – 2 0 – 3                                                                   | 58' Odey 71' (pen.) Heynen 82' Onuachu                                | Vandevoordt Mæhle, Cuesta (81' Piotrowski), Dewaest , De Norre Heynen, Wouters, Nygren (59' Ito) Ndongala (72' Paintsil), Onuachu, Odey                 |                                                |
| Achtste finale                                                                          |                                                                            |                                                                                     |                                                                       | |                                                |
| 3 december 2019 20:45 Bosuilstadion Antwerpen Ref.: Lothar D'hondt Toeschouwers: 11.521 | Antwerp                                                                    | 3 – 3 (n.v.) (4 – 3) (n.s.)                                                         | KRC Genk                                                              | Vandevoordt Mæhle, Dewaest , Lucumí, Borges (109' De Norre) Cuesta (82' Wouters), Hrošovský (76' Bongonda), Berge Ndongala, Samatta, Paintsil (69' Ito) | 71' Cuesta 77' Dewaest 84' Ndongala 90' Borges |
| 3 december 2019 20:45 Bosuilstadion Antwerpen Ref.: Lothar D'hondt Toeschouwers: 11.521 | Juklerød 30' Mbokani 72' Mbokani 105' Refaelov Hoedt Buta Juklerød Mbokani | 0 – 1 1 – 1 2 – 1 2 – 2 3 – 2 3 – 3 Pen.: 0 – 1 1 – 1 1 – 2 1 – 3 2 – 3 3 – 3 4 – 3 | 4' Mæhle 80' (e.d.) Hoedt 105+1' Ito Samatta Berge Lucumí Ito Wouters | Vandevoordt Mæhle, Dewaest , Lucumí, Borges (109' De Norre) Cuesta (82' Wouters), Hrošovský (76' Bongonda), Berge Ndongala, Samatta, Paintsil (69' Ito) | 71' Cuesta 77' Dewaest 84' Ndongala 90' Borges |

## Europees

### UEFA Champions League

#### Groepsfase
| UEFA Champions League                                                                   |                                                                      |                                                 |                                                             | |                                           |
| Wedstrijddetails                                                                        | Thuisploeg                                                           | Uitslag                                         | Uitploeg                                                    | Opstelling | Kaarten                                   |
| Heenronde                                                                               |                                                                      |                                                 |                                                             | |                                           |
| 17 september 2019 21:00 Red Bull Arena Salzburg Ref.: Felix Zwayer Toeschouwers: 29.520 | Red Bull Salzburg                                                    | 6 – 2                                           | KRC Genk                                                    | Coucke Mæhle, Dewaest , Lucumí, Uronen Hrošovský, Berge, Heynen (85' Onuachu) Ito (46' Bongonda), Samatta, Ndongala (72' Hagi)        | 58' Bongonda 84' Samatta                  |
| 17 september 2019 21:00 Red Bull Arena Salzburg Ref.: Felix Zwayer Toeschouwers: 29.520 | Håland 2' Håland 34' Hwang 36' Håland 45' Szoboszlai 45+2' Ulmer 66' | 1 – 0 2 – 0 3 – 0 3 – 1 4 – 1 5 – 1 5 – 2 6 – 2 | 40' Lucumí 52' Samatta                                      | Coucke Mæhle, Dewaest , Lucumí, Uronen Hrošovský, Berge, Heynen (85' Onuachu) Ito (46' Bongonda), Samatta, Ndongala (72' Hagi)        | 58' Bongonda 84' Samatta                  |
| 2 oktober 2019 18:55 Luminus Arena Genk Ref.: István Kovács Toeschouwers: 19.962        | KRC Genk                                                             | 0 – 0                                           | Napoli                                                      | Coucke Mæhle, Cuesta, Lucumí, Uronen Hrošovský, Berge, Hagi (90+2' Heynen) Bongonda (89' Paintsil), Samatta , Ito                     | 50' Ito                                   |
| 2 oktober 2019 18:55 Luminus Arena Genk Ref.: István Kovács Toeschouwers: 19.962        |                                                                      |                                                 |                                                             | Coucke Mæhle, Cuesta, Lucumí, Uronen Hrošovský, Berge, Hagi (90+2' Heynen) Bongonda (89' Paintsil), Samatta , Ito                     | 50' Ito                                   |
| 23 oktober 2019 21:00 Luminus Arena Genk Ref.: Slavko Vinčić Toeschouwers: 19.626       | KRC Genk                                                             | 1 – 4                                           | Liverpool                                                   | Coucke Mæhle, Cuesta, Lucumí, Uronen Ito (87' Hagi), Berge, Heynen Bongonda (66' Ndongala), Samatta , Onuachu (81' Odey)              | 84' Odey                                  |
| 23 oktober 2019 21:00 Luminus Arena Genk Ref.: Slavko Vinčić Toeschouwers: 19.626       | Odey 88'                                                             | 0 – 1 0 – 2 0 – 3 0 – 4 1 – 4                   | 2' Oxl.-Chamberlain 57' Oxl.-Chamberlain 77' Mané 87' Salah | Coucke Mæhle, Cuesta, Lucumí, Uronen Ito (87' Hagi), Berge, Heynen Bongonda (66' Ndongala), Samatta , Onuachu (81' Odey)              | 84' Odey                                  |
| Terugronde                                                                              |                                                                      |                                                 |                                                             | |                                           |
| 5 november 2019 21:00 Anfield Liverpool Ref.: Ivan Kružliak Toeschouwers: 52.611        | Liverpool                                                            | 2 – 1                                           | KRC Genk                                                    | Coucke Mæhle, Lucumí, Dewaest , Cuesta, De Norre (85' Onuachu) Hrošovský (85' Bongonda), Berge, Heynen Ito (68' Ndongala), Samatta    | 22' Lucumí 83' De Norre                   |
| 5 november 2019 21:00 Anfield Liverpool Ref.: Ivan Kružliak Toeschouwers: 52.611        | Wijnaldum 14' Oxl.-Chamberlain 53'                                   | 1 – 0 1 – 1 2 – 1                               | 41' Samatta                                                 | Coucke Mæhle, Lucumí, Dewaest , Cuesta, De Norre (85' Onuachu) Hrošovský (85' Bongonda), Berge, Heynen Ito (68' Ndongala), Samatta    | 22' Lucumí 83' De Norre                   |
| 27 november 2019 21:00 Luminus Arena Genk Ref.: Mattias Gestranius Toeschouwers: 17.284 | KRC Genk                                                             | 1 – 4                                           | Red Bull Salzburg                                           | Coucke Mæhle, Lucumí, Dewaest , Cuesta, De Norre Hrošovský (59' Onuachu), Berge, Paintsil (65' Bongonda) Ito (79' Hagi), Samatta      | 74' Samatta                               |
| 27 november 2019 21:00 Luminus Arena Genk Ref.: Mattias Gestranius Toeschouwers: 17.284 | Samatta 85'                                                          | 0 – 1 0 – 2 0 – 3 1 – 3 1 – 4                   | 43' Daka 45' Minamino 69' Hwang 87' Håland                  | Coucke Mæhle, Lucumí, Dewaest , Cuesta, De Norre Hrošovský (59' Onuachu), Berge, Paintsil (65' Bongonda) Ito (79' Hagi), Samatta      | 74' Samatta                               |
| 10 december 2019 18:55 Stadio San Paolo Napels Ref.: Cüneyt Çakır Toeschouwers: 22.265  | Napoli                                                               | 4 – 0                                           | KRC Genk                                                    | Vandevoordt Mæhle, Dewaest , Lucumí, De Norre (82' Borges) Hrošovský, Berge, Paintsil Ito (72' Hagi), Samatta (63' Bongonda), Onuachu | 36' Vandevoordt 74' De Norre 88' Paintsil |
| 10 december 2019 18:55 Stadio San Paolo Napels Ref.: Cüneyt Çakır Toeschouwers: 22.265  | Milik 3' Milik 26' Milik 38' (pen.) Mertens 74' (pen.)               | 1 – 0 2 – 0 3 – 0 4 – 0                         |                                                             | Vandevoordt Mæhle, Dewaest , Lucumí, De Norre (82' Borges) Hrošovský, Berge, Paintsil Ito (72' Hagi), Samatta (63' Bongonda), Onuachu | 36' Vandevoordt 74' De Norre 88' Paintsil |

Groep E
| #  | Club              | GS | W | G | V | DV | DT | DS  | PTN |
| -- | ----------------- | -- | - | - | - | -- | -- | --- | --- |
| 1. | Liverpool         | 6  | 4 | 1 | 1 | 13 | 8  | +5  | 13  |
| 2. | Napoli            | 6  | 3 | 3 | 0 | 11 | 4  | +7  | 12  |
| 3. | Red Bull Salzburg | 6  | 2 | 1 | 3 | 16 | 13 | +3  | 7   |
| 4. | KRC Genk          | 6  | 0 | 1 | 5 | 5  | 20 | -15 | 1   |